# Mitch McConnell
Addison Mitchell "Mitch" McConnell III [məˈkɒnəl], född 20 februari 1942 i Sheffield i Alabama, är en amerikansk jurist och republikansk politiker. Han är ledamot av USA:s senat från Kentucky sedan 1985, vilket gör honom till den av delstatens representanter genom historien som suttit längst.
Han var senatens majoritetsledare (republikansk partiledare i senaten när partiet var i majoritetsställning) 2015–2021.
Den 20 februari 2025 meddelade McConnell att han inte skulle kandidera för en åttonde mandatperiod i senaten år 2026.

## Biografi
McConnell föddes i Sheffield, Alabama och växte upp i Athens, Georgia där farfadern ägde en begravningsbyrå. Vid två års ålder drabbades McConnell av polio i vänsterbenet. Pappan tjänstgjorde i armén och familjen flyttade 1950 till Augusta, Georgia och 1956 till Louisville, Kentucky.
McConnell är baptist. Han var gift med sin första maka Sherrill Redmon från 1968 till 1980, och hade tre barn. Han är sedan 1993 gift med Elaine Chao som 2017–2021 var USA:s transportminister.
McConnell avlade kandidatexamen (B.A.) i statsvetenskap vid University of Louisville 1964. Han började därefter studera till jurist vid University of Kentucky, där han avlade juristexamen (J.D.) 1967. Efter examen tjänstgjorde han 37 dagar i USA:s armé, men fick lämna av medicinska skäl.
Från 1968 till 1970 arbetade McConnell som assistent till senator Marlow Cook från Kentucky i USA:s senat. I början av 1970-talet arbetade han för advokatbyrån Segal, Isenberg, Sales and Stewart i Louisville. Från 1974 till 1977 arbetade han i USA:s justitiedepartement. 1977 ställde han upp till val i hemstaten som domare/styresman i Jefferson County, Kentucky och vann det valet.

### I USA:s senat
McConnell ställde upp i 1984 års kongressval för republikanerna och besegrade demokraternas sittande senator Walter Huddleston. McConnell har omvalts därefter i valen 1990, 1996, 2002, 2008, 2014 och 2020. Han var majority whip (biträdande gruppledare) 2003–2007 (när republikanerna var i majoritet) och senatens minoritetsledare (republikansk gruppledare när partiet är i minoritet) 2007–2015 och åter från 2021.
Som majoritetsledare spelade McConnell en avgörande roll för att president Donald Trump kunde utse ett stort antal domare till federala domstolar under perioden 2017–2020, inklusive tre domare i USA:s högsta domstol (HD). Under slutet av Barack Obamas tid som president stoppades ett antal domarutnämningar av den republikanska majoriteten, bland annat nomineringen av Merrick Garland som efterträdare till Antonin Scalia. När Trump tillträdde fanns det därför ett betydande antal federala vakanser att tillsätta, vilket innebar att Neil Gorsuch kunde utses som HD-domare. 
Inför presidentvalet 2020 fortsatte däremot senatens godkännande av nya domare in i det sista. Amy Coney Barrett godkändes som HD-domare enbart en vecka före valet, efter att Ruth Bader Ginsburg avlidit och efter en snabb behandling i senaten.
McConnell meddelade 28 februari 2024 att han kommer att lämna sin post som minoritetsledare i senaten i november 2024, men behålla sin plats som senator.